# Discovery Cove
Discovery Cove é um parque temático pertencente e operado pelo SeaWorld Parks & Entertainment, uma subsidiária do Blackstone Group, e que se localiza em Orlando, Flórida, Estados Unidos. Ele é um parque irmão do Sea World Orlando e Aquatica. Neste parque, os visitantes podem interagir com vários animais marinhos, principalmente os golfinho-nariz-de-garrafa. Além de nadar com os golfinhos, os visitantes do Discovery Cove podem interagir com pássaros exóticos, peixes tropicais, arraias e mamíferos terrestres.

## Mergulho com golfinhos
O Discovery Cove oferece a oportunidade de agendar uma reserva para “falar, tocar, brincar e nadar“ com golfinhos. Com a ajuda de guias treinados dos golfinhos, os visitantes recebem uma orientação de segurança e sessão de informações para aprenderem sobre os golfinhos antes de irem para a piscina dos golfinhos. Os visitantes aprendem como usar os sinas com as mãos e o reforço positivo para encorajar os golfinhos a executarem movimentos antes de participar de um mergulho um-a-um.
O pacote “Trainer for a Day Package” inclui uma sessão de 30 minutos com os golfinhos, incluindo uma interação em águas profundas, sessões de fotos privadas, tempo maior com os treinadores de golfinhos e um tour por trás das cenas. A interação com o golfinho é entre um único golfinho e um grupo por volta de oito pessoas.

## Atrações
O Discovery Cove contém um recife de coral onde os visitantes podem usar seus equipamentos de snorkel fornecidos pelo parque para observar e interagir com milhares de peixes tropicais, arraias de até 1,2 metros e um tanque de tubarões localizado atrás de um vidro protegido.
O parque contém um aviário de voo livre, que contém mais de 250 aves tropicais para interagir e alimentar, incluindo papagaios, tucanos e mais de 30 outras espécies de pássaros exóticos. O Tropical River aquecido corre diretamente pelo aviário e circula pelo parque, permitindo aos visitantes flutuarem pelas praias, cachoeiras e florestas do Discovery Cove. O Tropical River corre para a piscina de água doce do parque.
Em outubro de 2010, o SeaWorld anunciou uma nova atração no Discovery Cove chamada de "Grand Reef". Ela conta com uma praia de área branca, uma ilha com coqueiros e grutas submersas repletas de enguias, tubarões e outros peixes tropicais. Pode-se fazer snorkeling com as arraias e atravessar uma ponte de corda sobre um lago cheio de tubarões. Esta atração foi inaugurada em 10 de junho de 2011. Uma grande atração da nova seção Grand Reef é a SeaVenture, uma caminha abaixo da água. Os participantes podem interagir com várias formas de vida marinha enquanto vestem roupas especiais.
O Grand Reef substituiu o recife que continha um navio afundado. A área desde então está em construção para dar lugar a uma expansão.
Golfinhos:
Machos:
Capricorn, Lester, Akai e Finn.
Fêmeas:
Cindy, Dixie, Lily, Astra, Latoya, Thelma, Kendall, Yoko, Rose, Natalie, Clipper, Roxy, Madison, Coral, Marea, Kaylee, Dot, Aries, Stella, Calypso, Maui, Frankie, Nueces, Gala, Catalina, Luna, Kailani, Kyla, Amara, Ipanema, Aurora, Starla, Bimini, Gertrude, Prim, Isadora, Reef, Skye, Eden, Kona e Titan.

### Nascimentos
Em 12 de fevereiro de 2014, Rose, um golfinho-nariz-de-garrafa do Atlântico deu à luz um filhote fêmea. Seu filhote recebeu o nome de Prim. Em 18 de março, outro golfinho chamado Natalie também deu à luz um filhote fêmea. Seu filhote foi chamado de Isadora. 28 filhotes nasceram no Discovery Cove desde sua abertura em 2000.

## Ingresso
O ingresso do Discovery Cove é all-inclusive (com tudo incluído), incluindo comidas, bebidas, alugueis de equipamento e um ingresso para o SeaWorld Orlando, Aquatica, ou Busch Gardens Tampa Bay. Três diferentes opções de entrada são oferecidas no parque, incluindo o mergulho com golfinho, sem mergulho com golfinho, e pacotes “Trainer for a Day” (Treinador por um dia). As reservas para o Discovery Cove são exigidas, e um máximo de 1 300 visitantes pode estar presente no parque a qualquer tempo.
O ingresso para o parque inclui tudo o que se conseguir comer e beber nos restaurantes e bares, incluindo bebidas alcoólicas. O parque recentemente lançou um programa chamado "Twilight Discovery" que também refeições e bebidas mais sofisticadas. O menu inclui salmão, mahi mahi, jambalaya, hamburgers, frango frito, massa e frango assado, junto com sanduíches, saladas e sobremesas.
Todos os visitantes que entram no Discovery Cove recebem equipamento de snorkeling, que inclui uma máscara e uma roupa especial, bem como um snorkel que fica para o visitante. Cofres, toalhas, protetor solar e cadeiras de praia também estão incluídas no ingresso para o parque. Cabanas privadas localizadas pelo parque também estão disponíveis para aluguel.

## Galeria

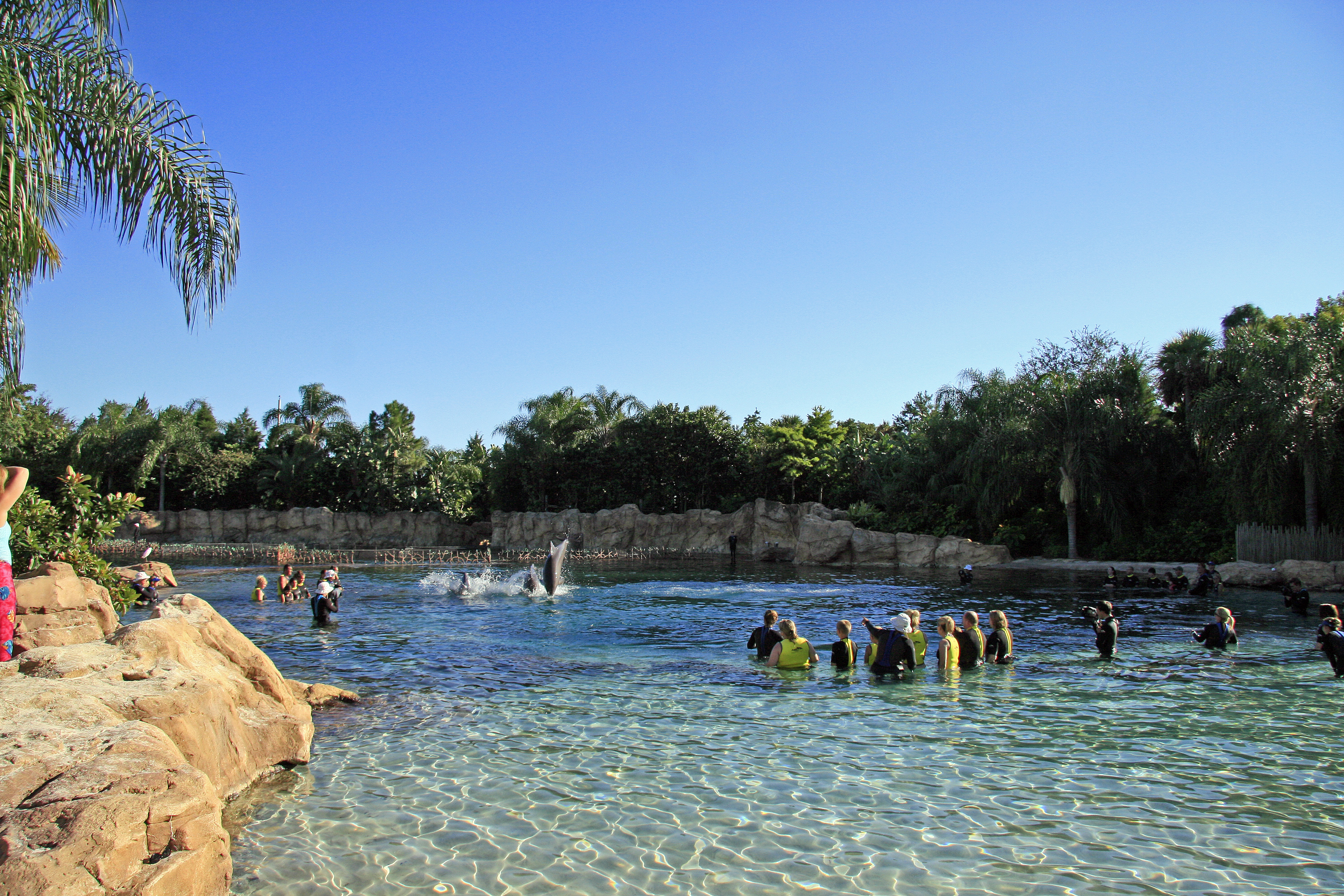
A piscina dos golfinhos
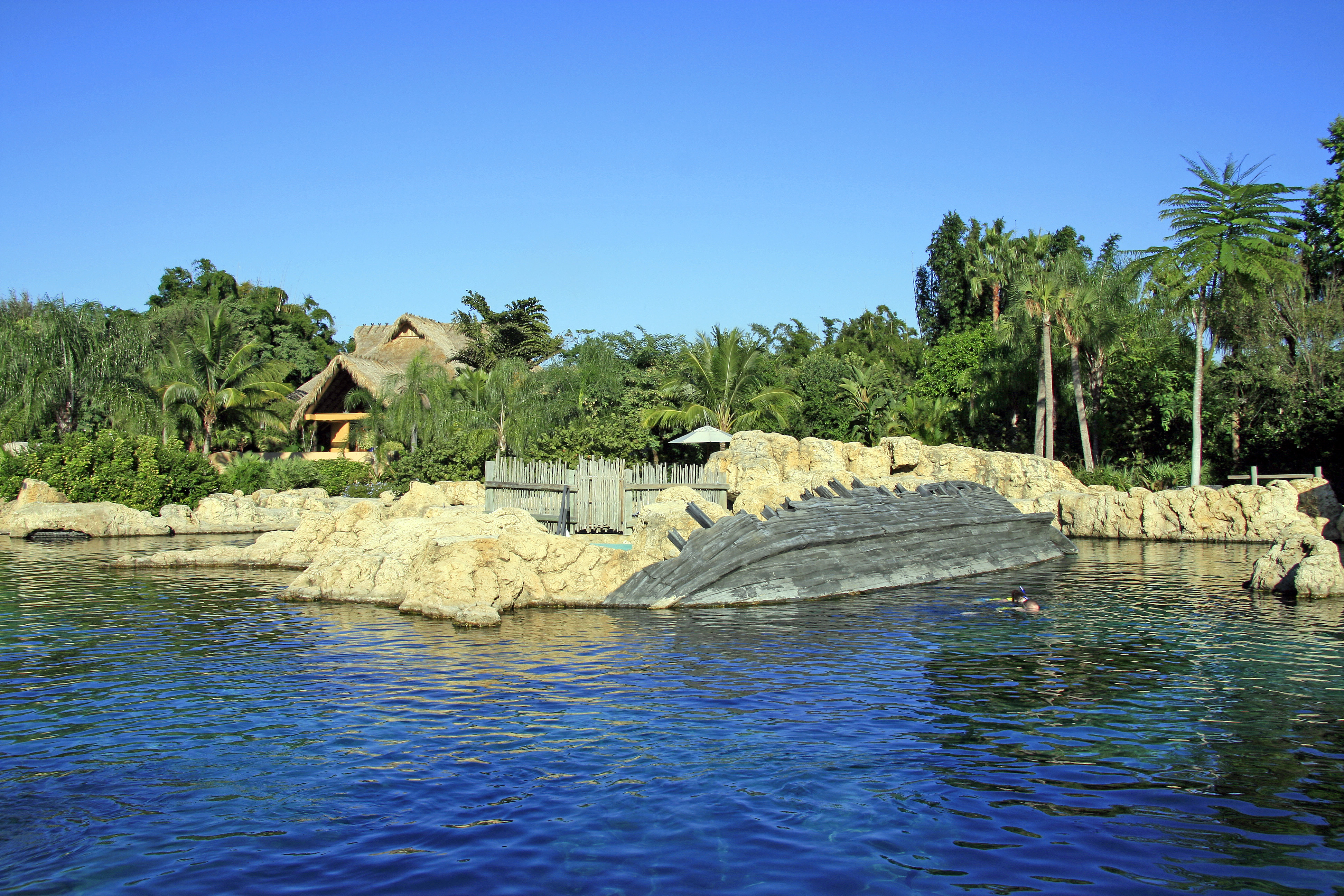
A lagoa das arraias
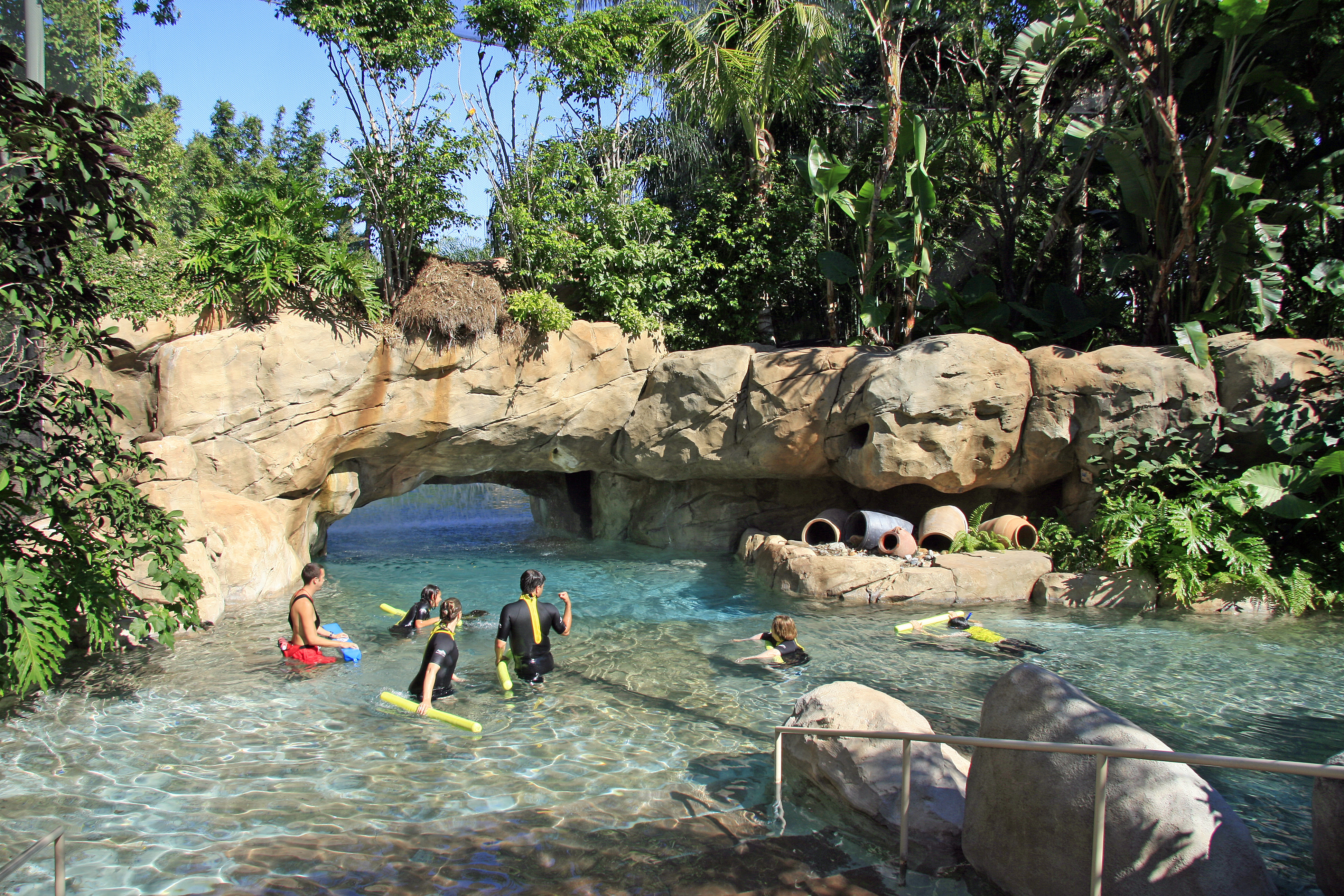
O Tropical River
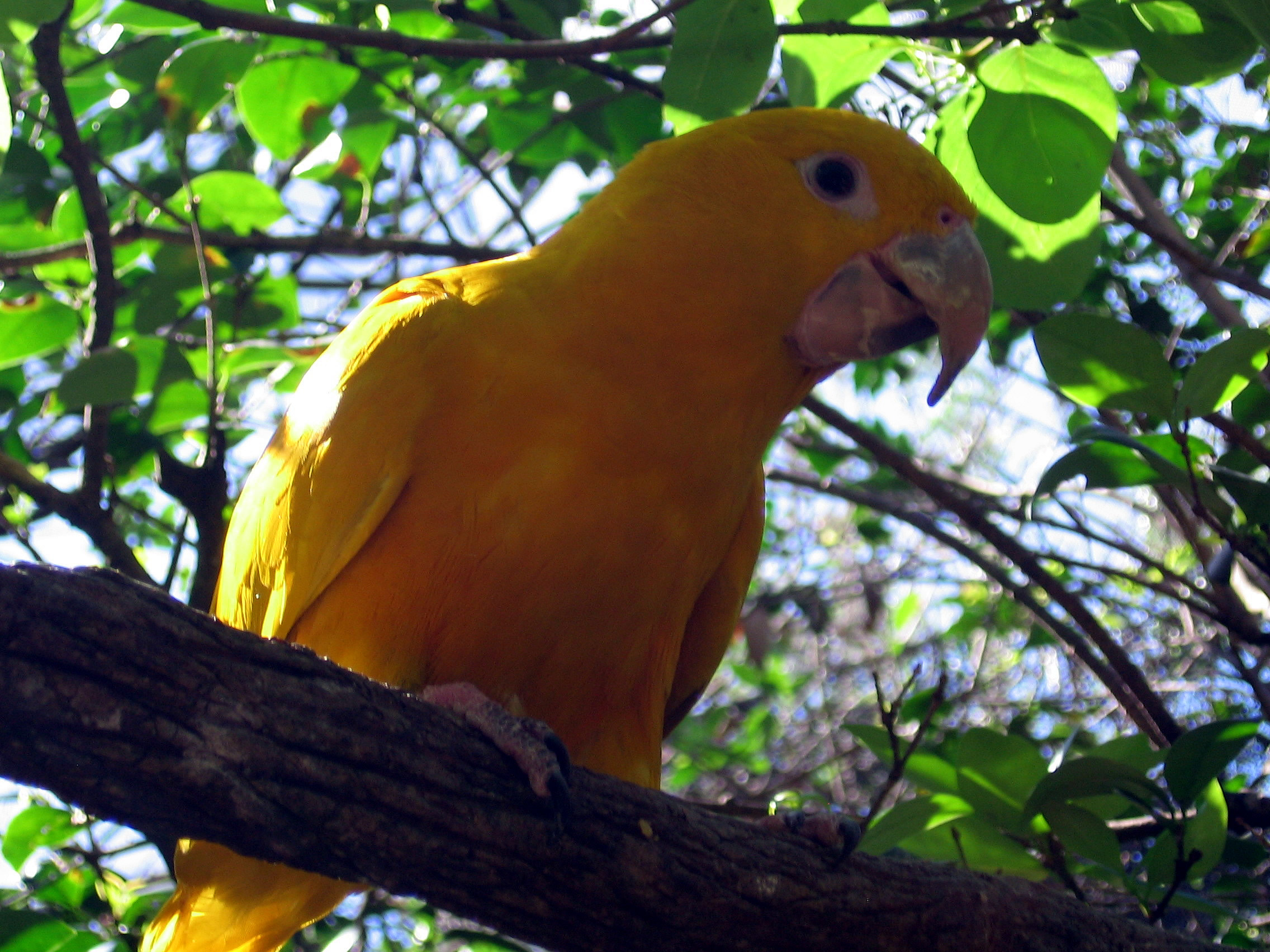
Guaruba, um dos pássaros exóticos do aviário
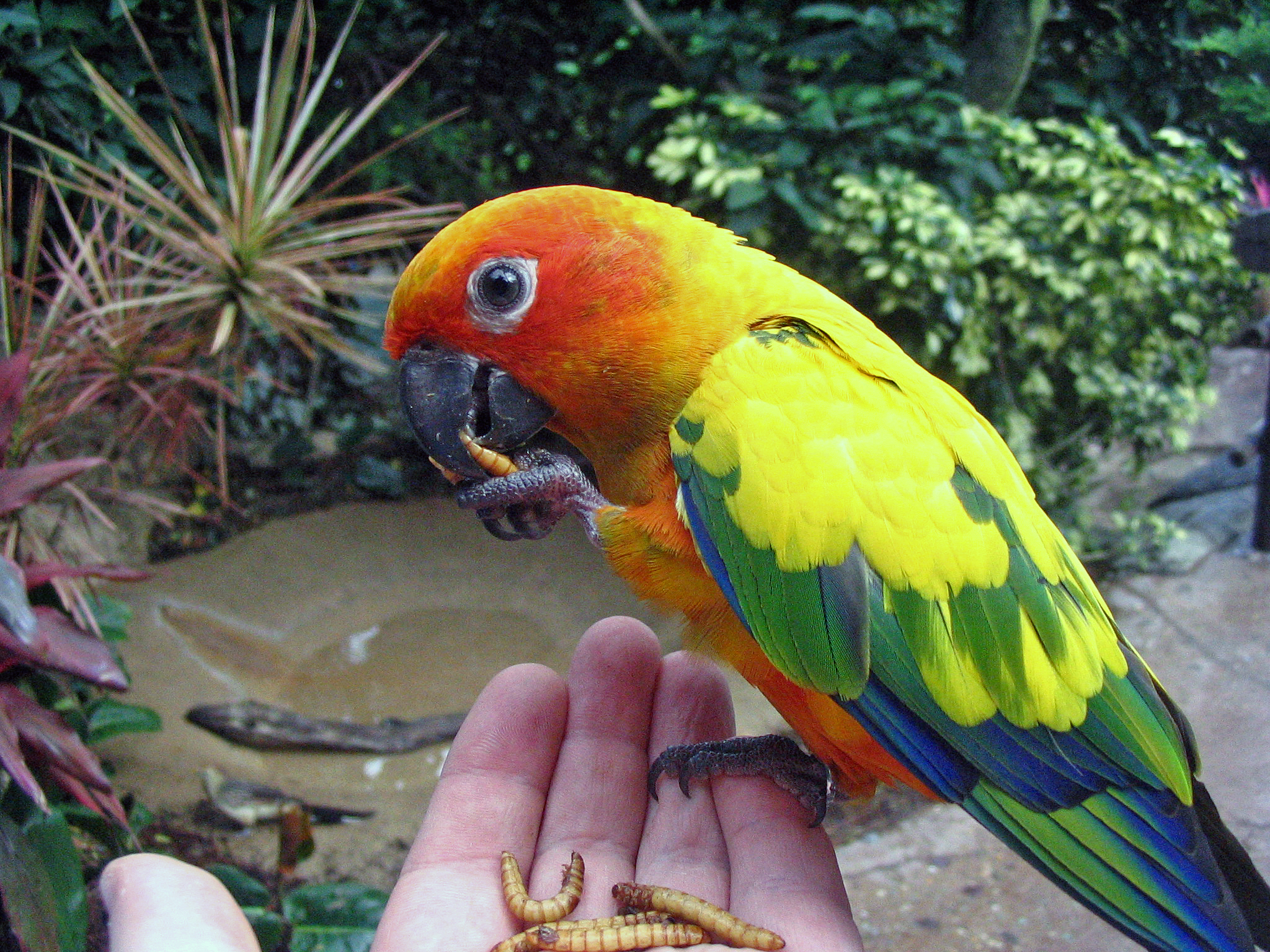
Jandaia-amarela sendo alimentado